# Prospère Bruggeman
Pour les articles homonymes, voir Bruggeman.
Prospère Bruggeman est un rameur belge né à Ledeberg le 14 mars 1870 et mort à Gentbrugge le 6 mars 1939. Il a été membre du Koninklijke Roeivereniging Club de Gand et remporte la médaille d'argent à l'épreuve par huit aux Jeux olympiques de 1900 à Paris (résultats détaillés).

## Palmarès
- Jeux olympiques
  -  Médaille d'argent en deux de couple aux Jeux olympiques de 1900 à Paris

- Championnats d'Europe
  -  Médaille de bronze en huit aux Championnats d'Europe 1894 à Mâcon
  -  Médaille d'argent en huit aux Championnats d'Europe 1896 à Genève
  -  Médaille d'or en huit aux Championnats d'Europe 1898 à Turin
  -  Médaille d'or en deux de couple aux Championnats d'Europe 1899 à Ostende
  -  Médaille d'or en huit aux Championnats d'Europe 1899 à Ostende
  -  Médaille d'or en quatre avec barreur aux Championnats d'Europe 1900 à Paris
  -  Médaille d'or en huit aux Championnats d'Europe 1900 à Paris
  -  Médaille d'argent en deux de couple aux Championnats d'Europe 1900 à Paris
  -  Médaille d'or en huit aux Championnats d'Europe 1902 à Strasbourg
  -  Médaille de bronze en quatre avec barreur aux Championnats d'Europe 1902 à Strasbourg